# Michel Sajine
Michel Sajine ou Mikhail Petrovitch Sažin, dit Armand Ross (né en 1845 à Galitch, gouvernement de Kostroma, Empire russe et décédé le 8 janvier 1934 à Moscou, URSS) est un anarchiste et homme de confiance de Bakounine.